# Phyllocycla signata
Phyllocycla signata – gatunek ważki z rodziny gadziogłówkowatych (Gomphidae). Występuje na terenie Ameryki Południowej.